# Thalassarche
Genre
Le genre Thalassarche regroupe différentes espèces d'albatros des océans de l'hémisphère sud. Ce sont des oiseaux de mer de la famille des Diomedeidae.

## Liste des espèces
D'après la classification de référence (version 14.1, 2024) de l'Union internationale des ornithologues, il y a 9 espèces du genre Thalassarche (ordre phylogénique) :
- Thalassarche chlororhynchos (Gmelin, JF, 1789) – Albatros à nez jaune de l'océan Atlantique ;
- Thalassarche carteri (Rothschild, 1903) – Albatros à nez jaune de l'océan Indien ;
- Thalassarche chrysostoma (Forster, JR, 1785) – Albatros à tête grise ;
- Thalassarche bulleri (Forster, JR, 1785) – Albatros de Buller ;
- Thalassarche cauta (Rothschild, 1893) – Albatros à cape blanche ;
- Thalassarche salvini (Gould, 1841) – Albatros de Salvin ;
- Thalassarche eremita Murphy, 1930 – Albatros des Chatham ;
- Thalassarche melanophris (Temminck, 1828) – Albatros à sourcils noirs ;
- Thalassarche impavida Mathews, 1912 – Albatros de Campbell.